# José Cafranga Costilla
José Cafranga Costilla  (Salamanca, 15 de agosto de 1780-Madrid, 31 de mayo de 1854) fue un político español.  

## Biografía
Licenciado en leyes por la Universidad de Salamanca, casa en 1804 con Francisca de Pando y es destinado, en 1807, tras una etapa docente, en la  Secretaría del Despacho de Gracia y Justicia. Su postura antifrancesa hacen que, tras la invasión napoleónica, deba exiiarse al país vecino. Al retorno de Fernando VII acompaña al marqués de Cerralbo en varias misiones diplomáticas. En el Trienio liberal es nombrado Superintendente del Montepío de Jueces Letrados de Primera Instancia, y después Secretario del Consejo de Órdenes Militares. Tras la restauración fernandina, es designado primero Secretario de cámara de Gracia y Justicia y Real Patronato de Aragón durante 6 años y,  el 1 de octubre de 1832,  secretario de Despacho de Gracia y Justicia en sustitución de Francisco Tadeo Calomarde,  cargo que ocuparía hasta el 14 de diciembre. En ese puesto apoya decididamente las tesis de la Reina María Cristina de Borbón-Dos Sicilias y se du hija, la princesa Isabel, frente a las de los partidarios de D. Carlos María Isidro de Borbón. 
Fue después Gobernador del Consejo de Indias, Prócer del Reino en las Cortes y senador en dos legislaturas, la de 1837 y la de 1845.

## Órdenes

### Extranjeras
- Caballero de la Orden sajona por méritos civiles.[1] (Reino de Sajonia)